# قلعه بربر
بقایای قلعه بربر مربوط به سدهٔ ۳ و ۲ ه.ق است و در ۸۰ کیلومتری اردبیل , ۲۲ کیلومتری شهرستان مشگین‌شهر، بخش لاهرود، روستای انار واقع شده و این اثر در تاریخ ۱۲ دی ۱۳۸۶ با شمارهٔ ثبت ۲۰۴۲۳ به‌عنوان یکی از آثار ملی ایران به ثبت رسیده است. قلعه بربر در جنوب شرقی دهکده اونار مشگین شهر واقع گردیده است. این قلعه از شرق به کوه کشنه ور و از شمال به کوه ال لور و از سمت غرب به رودخانه اونار چایی مشرف است.